# Gignac (Lot)
Gignac è un comune francese di 646 abitanti situato nel dipartimento del Lot nella regione dell'Occitania.

## Società

### Evoluzione demografica
Abitanti censiti